# Jonathan Cochet
Jonathan Cochet (Alençon, 4 de Janeiro de 1977) é um piloto francês de corridas.